# Ennearthron palmi
Ennearthron palmi es una especie de coleóptero de la familia Ciidae.

## Distribución geográfica
Habita en Europa del Norte.